# Rezervă fracționară
Rezerva fracționară este sistemul bancar în care băncile care primesc depozite de la public păstrează doar o parte din obligațiile lor sub formă de rezervă, împrumutând restul către debitori. Rezervele bancare sunt deținute sub formă de numerar în bancă sau ca solduri în conturile băncii centrale.
Băncile comerciale creează bani noi atunci când acordă împrumuturi, nu doar din depozitele existente, ci prin extinderea masei monetare. Când o bancă acordă un împrumut, creează un depozit la vedere în contul împrumutatului, iar această sumă devine parte din oferta monetară a economiei. De asemenea, băncile comerciale pot păstra mai mult decât rezerva minimă obligatorie. În unele țări, precum cele din spațiul anglofon sau țările scandinave, nu există cerințe legale de rezervă, iar băncile stabilesc propria politică.
Băncile centrale, precum Banca Națională a României, reglează sistemul bancar și stabilesc politica monetară, controlând rata dobânzii și intervenind în perioade de criză pentru a menține stabilitatea financiară și a asigura lichiditatea necesară, în timp ce monitorizează rezervele băncilor comerciale pentru a preveni instabilitățile.

## Cadrul de reglementare
În majoritatea sistemelor juridice, un depozit bancar nu este considerat un contract de depozit. Cu alte cuvinte, fondurile depuse nu mai sunt proprietatea clientului. Acestea devin proprietatea băncii, iar clientul primește, în schimb, un drept numit cont de depozit (un cont curent sau de economii). Acest cont de depozit este o datorie în bilanțul băncii.
Multe dintre practicile actuale de reglementare bancară și de bănci centrale – inclusiv compensarea centralizată a plăților, acordarea de credite de către banca centrală băncilor membre, auditul reglementar și asigurarea depozitelor administrată de guvern – sunt concepute pentru a preveni apariția unor crize bancare de tip „Bank run⁠(d)”.

## Procesul de creare a banilor
Când o bancă comercială acordă un împrumut, extinde masa monetară prin crearea de depozite la vedere, iar rambursarea împrumuturilor reduce masa monetară. În general, împrumuturile nu sunt acordate sub formă de numerar, ci prin acceptarea de bilete la ordin în schimbul creditelor înregistrate în conturile debitorilor. Emiterea împrumutului în numerar este considerată o slăbiciune în controlul intern al băncii.
Procesul de creare a banilor este afectat și de raportul de scurgere a monedei (predispoziția publicului de a deține bancnote, mai degrabă decât de a le depune la o bancă comercială), și raportul rezervei de siguranță (exces de rezerve dincolo de cerința legală pe care băncile comerciale o dețin în mod voluntar).

## Tipuri de bani
Există două tipuri de bani creați într-un sistem bancar cu rezervă fracționară:
1. Banii băncii centrale: bani creați sau adoptați de banca centrală, indiferent de forma lor (metale prețioase, certificate de mărfuri, bancnote, monede, bani electronici împrumutați băncilor comerciale sau orice altceva pe care banca centrală îl alege ca formă de bani)
2. Banii băncilor comerciale: depozite la vedere în sistemul bancar comercial, denumite și „bani de cec” sau „credit”.

## Multiplicatorul monetar
Multiplicatorul monetar este un concept care ilustrează cât de multă monedă poate fi creată de băncile comerciale, pornind de la o cantitate fixă de bani de bază și un raport de rezervă dat. În practică, băncile centrale stabilesc ratele dobânzilor pentru a influența crearea de bani, iar limitele teoretice ale multiplicatorului nu sunt întotdeauna atinse.